# Németi-patak
A Németi-patak Szalánta községtől keletre ered, Baranya vármegyében. A patak forrásától kezdve délkeleti, majd keleti irányban halad Vokányig, ahol beletorkollik a Villányi-Pogányi-vízfolyásba.
A Németi-patak vízgazdálkodási szempontból az Alsó-Duna jobb part Vízgyűjtő-tervezési alegység működési területéhez tartozik.

## Part menti települések
- Szalánta
- Szalánta-Németi
- Bisse
- Kistótfalu
- Vokány